# Stranger in a Strange Land
A Stranger in a Strange Land az Iron Maiden brit heavy metal együttes 1986-os Somewhere in Time című albumának második kislemezes dala, mely a brit slágerlistán a 22. helyig jutott. 1990-ben a The First Ten Years box set részeként adták ki újra a kislemezt CD-n.

## Története
A Stranger in a Strange Land 1986. november 22-én jelent meg, amikor az együttes már két hónapja javában turnézott a Somewhere in Time nagylemez anyagával Európában. A címadó dal videóklipje is egy koncertfelvétel lett. Az albumhoz kiadott első kislemezhez (Wasted Years) hasonlóan a Stranger in a Strange Land számai is Adrian Smith gitároshoz köthetők. A címadó dal egy Északi-sarkon eltűnt felfedezőről szól, akinek jégbe fagyott holttestét évtizedekkel később egy másik expedíció találja meg. Smith egy újságcikkben olvasta a történetet, és ez adta az ihletet a dalszöveghez.
A B-oldalra került feldolgozásokat mindössze hárman rögzítették a stúdióban: Adrian Smith gitáron és basszusgitáron, Nicko McBrain dobok és Bruce Dickinson ének. Steve Harris nem akarta a feljátszás kedvéért megtanulni a dalokat, ezért az egész felvételt ráhagyta Smith-re. A 7"-es bakeliten az FM együttes That Girl című száma szerepel a B-oldalon. A dal egyik szerzője Andy Barnett gitáros volt, aki korábban Adrian Smith társa volt az Urchin zenekarban, ahonnan Smith az Iron Maidenbe került. Érdekesség, hogy az FM 1986 szeptemberében megjelent debütáló albumára a That Girl egy átdolgozott formában került fel, a Maiden-féle feldolgozás pedig a dal eredeti demós változata alapján készült. A kislemez 12"-es változatán a Marshall Fury Juanita című számának feldolgozása szerepel ráadásként. Andy Barnett az 1980-as évek elején tagja volt a Marshall Furynak és gyakran játszották ezt a dalt, de stúdióban soha nem rögzítették. Mindkét feldolgozás elhangzott 1985 decemberében a Marquee klubban azon a koncerten, ahol Smith és barátai, többek között Nicko McBrain és Andy Barnett, léptek fel The Entire Population Of Hackney néven.  Barnett később Smith ASAP nevű szólóprojektjében is részt vett.
A Stranger in a Strange Land 6 hétig szerepelt a brit slágerlistán, és legjobb helyezése a 22. hely volt. A kislemez grafikáján is a nagylemez borítójáról már ismerős kiborg Eddie látható, amint éppen besétál egy űrkikötő bárjába, mint a westernhős Clint Eastwood.

## Számlista
7" kislemez
1. Stranger in a Strange Land (Adrian Smith) – 5:42
2. That Girl  (Merv Goldsworthy, Pete Jupp, Andy Barnett; FM-feldolgozás) – 5:02

12" kislemez
1. Stranger in a Strange Land (Smith) – 5:42
2. That Girl  (Goldsworthy, Jupp, Barnett; FM-feldolgozás) – 5:02
3. Juanita (Steve Barnacle, Derek O’Neil; Marshall Fury-feldolgozás) – 3:45

## Közreműködők
- Bruce Dickinson – ének
- Dave Murray – gitár, gitárszintetizátor (a Stranger in a Strange Land dalban)
- Adrian Smith – gitár, gitárszintetizátor, illetve basszusgitár (a That Girl és Juanita dalokban)
- Steve Harris – basszusgitár (a Stranger in a Strange Land dalban)
- Nicko McBrain – dobok

## Fordítás
Ez a szócikk részben vagy egészben  a   Stranger in a Strange Land (Iron Maiden song) című angol Wikipédia-szócikk fordításán alapul.  Az eredeti cikk szerkesztőit annak laptörténete sorolja fel. Ez a jelzés csupán a megfogalmazás eredetét és a szerzői jogokat jelzi, nem szolgál a cikkben szereplő információk forrásmegjelöléseként.